# رايموند فيرنون
رايموند فيرنون (بالإنجليزية: Raymond Vernon)‏ هو اقتصادي أمريكي، ولد في 1 سبتمبر 1913 في نيويورك في الولايات المتحدة، وتوفي في 26 أغسطس 1999.